# Rodelen op de Olympische Winterspelen 1984
Rodelen is een van de sporten die beoefend werden tijdens de Olympische Winterspelen 1984 in Sarajevo.

## Heren
| rang   | sporter(s)        | land | tijd     |
| ------ | ----------------- | ---- | -------- |
| Goud   | Paul Hildgartner  | ITA  | 3:04.258 |
| Zilver | Sergej Danilin    | URS  | 3:04.962 |
| Brons  | Valeri Doedin     | URS  | 3:05.012 |
| 4      | Michael Walter    | GDR  | 3:05.031 |
| 5      | Torsten Görlitzer | GDR  | 3:05.129 |
| 6      | Ernst Haspinger   | ITA  | 3:05.327 |
| 7      | Joeri Khartsjenko | URS  | 3:05.548 |
| 8      | Markus Prock      | AUT  | 3:05.839 |

## Dames
| rang   | sporter(s)        | land | tijd     |
| ------ | ----------------- | ---- | -------- |
| Goud   | Steffi Martin     | GDR  | 2:46.570 |
| Zilver | Bettina Schmidt   | GDR  | 2:46.873 |
| Brons  | Ute Weiß          | GDR  | 2:47.248 |
| 4      | Ingrida Amantova  | URS  | 2:48.480 |
| 5      | Vera Sosoelja     | URS  | 2:48.641 |
| 6      | Maria Rainer      | ITA  | 2:49.138 |
| 7      | Annefried Göllner | AUT  | 2:49.373 |
| 8      | Andrea Hatle      | FRG  | 2:49.491 |

## Dubbel
| rang   | sporter(s)                           | land | tijd     |
| ------ | ------------------------------------ | ---- | -------- |
| Goud   | Hans Stanggassinger Franz Wembacher  | FRG  | 1:23.620 |
| Zilver | Jevgeni Beloessov Aleksandr Beljakov | URS  | 1:23.660 |
| Brons  | Jörg Hoffmann Jochen Pietzsch        | GDR  | 1:23.887 |
| 4      | Georg Fluckinger Franz Wilhelmer     | AUT  | 1:23.902 |
| 5      | Günther Lemmerer Franz Lechleitner   | AUT  | 1:24.133 |
| 6      | Hansjörg Raffl Norbert Huber         | ITA  | 1:24.353 |
| 7      | Juris Eisaks Einars Veiksa           | URS  | 1:24.366 |
| 8      | Thomas Schwab Wolfgang Staudinger    | FRG  | 1:24.634 |

## Medaillespiegel
| rang | land                     | goud | zilver | brons | totaal |
| ---- | ------------------------ | ---- | ------ | ----- | ------ |
| 1    | DDR                      | 1    | 1      | 2     | 4      |
| 2    | Italië                   | 1    | 0      | 0     | 1      |
| 2    | Bondsrepubliek Duitsland | 1    | 0      | 0     | 1      |
| 4    | Sovjet-Unie              | 0    | 2      | 1     | 3      |
|      |                          | 3    | 3      | 3     | 9      |